# Ихазеноя
Ихазеноя — река в России, протекает по территории Кривопорожского сельского поселения Кемского района Республики Карелии. Длина реки — 14 км.
Река берёт начало из ламбины без названия и далее течёт преимущественно в юго-восточном направлении по заболоченной местности.
Река в общей сложности имеет пять малых притоков суммарной длиной 13 км.
Втекает по правому берегу в реку Кемь.
Населённые пункты на реке отсутствуют.
Код объекта в государственном водном реестре — 02020000912102000004539.